# Рулато (Форли-Чезена)
Рулато (итал. Rullato) је насеље у Италији у округу Форли-Чезена, региону Емилија-Ромања.
Према процени из 2011. у насељу је живело 31 становника. Насеље се налази на надморској висини од 621 м.